# Edmond De Knibber
Edmond De Knibber est un archer belge.

## Biographie
Edmond De Knibber est sacré double champion olympique par équipes au tir au berceau à 33 mètres et à 50 mètres aux Jeux olympiques d'été de 1920 se déroulant à Anvers. Il est aussi vice-champion olympique au tir au berceau à 28 mètres par équipes.